# Roquefort, Landes

Roquefort este o comună în departamentul Landes din sud-vestul Franței. În 2009 avea o populație de 1.908 de locuitori.

## Evoluția populației
| An        | 1975  | 1982  | 1990  | 1999  | 2006  | 2009  |
| --------- | ----- | ----- | ----- | ----- | ----- | ----- |
| Populație | 2.112 | 1.828 | 1.821 | 1.894 | 1.903 | 1.908 |